# 中央大学法学部通信教育課程

中央大学

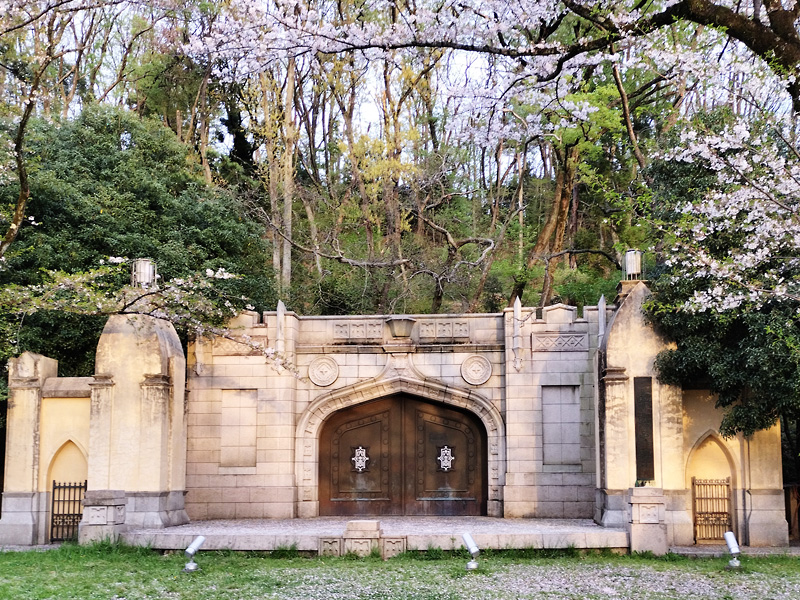
中央大学　白門

中央大学法学部通信教育課程（ちゅうおうだいがくほうがくぶつうしんきょういくかてい）は、中央大学が設置する日本の大学通信教育。略称は中大通教。

## 概要
中央大学法学部通信教育課程は、中央大学法学部の通信教育課程の実施に当たる組織であり、通信教育課程そのものは法学部に属する。英吉利法律学校が1885年（明治18年）の開校と同時に、通学できない人々のために講義録を郵送する校外生制度を設けた事が日本の大学通信教育の嚆矢のひとつであると見なされている。1948年（昭和23年）4月、通信教育部を開設、入学希望者は10日間で1万人にのぼった。同年9月、文部大臣より「中央大学通信教育講座」の認定を受けた。同年9月、文部大臣より「中央大学通信教育講座」の認定を受けた。
卒業要件を満たして卒業すると、法学士の学位が授与される。これは通学課程の卒業者に授与される学位と同じである。大学本部のある多摩キャンパスに事務局がある。公益財団法人私立大学通信教育協会に加盟している。
インターネットを利用したオンデマンドスクーリング、オンラインスークリングなどの授業と、学生が作成したレポートにインストラクターから添削指導を受けるレポート学習などが行われている。レポート学習合格後に受験できる科目試験は年に4回、日本全国の試験会場で開催される。

## 沿革
- 1885年（明治18年） - 英吉利法律学校創設。校外生募集と『講義録』発行。英吉利法律学校は開校と同時に、遠隔地にいて通学できない学生たちのために校外生制度を設けた。校外生には『講義録』が送られた。[6]
- 1889年（明治22年） - 東京法学院と改称。[7]
- 1891年（明治24年） - 『法学新報』創刊。『法理精華』を明治22年に創刊し、イギリス法学派の中心となったが、発禁処分となる。翌年『法学新報』を発行し、現在まで引き継がれている。[8][9]
- 1905年（明治38年） - 中央大学と改称。[10]
- 1920年（大正09年） - 大学令による設立認可。[11][12]
- 1948年（昭和23年） - 通信教育部開設。[13]
- 1949年（昭和24年） - 『白門』創刊と夏期スクーリング開講。[14]
- 1980年（昭和55年） - 通信教育部が多摩キャンパスに移転。[15]
- 2023年（令和05年） - 法学部通学課程が文京区の茗荷谷にキャンパスを移転したことに伴い、通信教育部の授業・試験も移転[16]。

## 出身者
- 木村清 - 実業家、喜代村（すしざんまい）代表取締役
- 山口祐一郎 - ミュージカル俳優[17]
- 松田聖子 - 歌手、実業家[18]
- 塩村文夏 - 政治家、タレント（在学中）[19][20]
- 高橋光男 - 政治家[21]
- 桑原功 - 政治家
- 中尾友昭 - 政治家